# Carnival of Monsters
Carnival of Monsters (Foire aux monstres)  est le soixante-sixième épisode de la première série de la série télévisée britannique de science-fiction Doctor Who. Il fut originellement diffusé en quatre parties, du 27 janvier au 17 février 1973 et voit pour la première fois depuis The War Games trois saisons plus tôt, le Docteur se déplacer à sa guise avec le TARDIS.

## Accroche
Le Docteur et Jo atterrissent sur le SS Bernice, un bateau qui semble traverser l'Océan Indien. De nombreuses anomalies ne tardent pas à arriver : Un monstre sort de l'océan, les événements se répètent continuellement, et une main géante enlève le TARDIS...

## Distribution
- Jon Pertwee — Le Docteur
- Katy Manning — Jo Grant
- Michael Wisher — Kalik
- Terence Lodge — Orum
- Peter Halliday — Pletrac
- Leslie Dwyer — Vorg
- Cheryl Hall — Shirna
- Tenniel Evans — Major Daly
- Jenny McCracken — Claire Daly
- Ian Marter — Lt John Andrews
- Andrew Staines — Capitaine
- Albert Moses — Marin indien

## Résumé
En cherchant à atteindre la planète Metabelis 3 le Docteur matérialise le TARDIS sur le pont du SS Bernice, un bateau connu pour avoir disparu au cours de sa traversée de l'Océan Indien en 1926. Lui et Jo s'aperçoivent que les passagers répètent constamment les mêmes actions, sont constamment pris pour des passagers clandestins et l'apparition d'un monstre marin semble faire partie des événements récurrents. Incapable de sortir du vaisseau à la suite de l'enlèvement du TARDIS par une main géante, ils tombent sur une étrange plaque de métal, qui, une fois dévissée les amène à travers un dédale de machine puis dans un étrange marais. 
Le Docteur découvre alors qu'ils ont en réalité été miniaturisés à l'intérieur d'une étrange machine intitulé le miniscope et rendue illégale par les Seigneurs du Temps. Celle-ci est possédée par Vorg et Shirna deux artistes de cirques qui voyagent de planète en planète en montrant leurs collections d'extra-terrestres miniaturisés : le bateau est celui des Telluriens, (des Terriens dont le nom est mal prononcé par les extra-terrestres) mais la machine abrite aussi des Ogrons, des Cybermen et de violentes créatures de la taille d'un dinosaure nommés les Drashigs. À la suite de l'intervention du Docteur et de Jo, ceux-ci se sont introduits dans la partie des Telluriens. 
Vorg et Shirna ont aussi leur problème, car ils sont bloqués à l'entrée de la planète Inter Minor et une commission de trois membres issue de la planète refuse de les laisser entrer, les suspectant d'être des espions. Au cours d'une démonstration de bonne foi, Vorg extrait le TARDIS, un élément qui semble corrompre le circuit, mais à sa grande surprise, celui-ci se met à atteindre sa taille normale devant les experts. Toutefois, deux des membres du tribunal tente de renverser leur chef en tentant de provoquer l'évasion des Drashigs hors de la machine afin de causer une crise et la révocation du président. 
Le Docteur réussi à sortir de la machine et à regagner sa taille normale. Il tente alors de réparer la machine, tout en réprimandant Vorg, qui avoue avoir gagné la machine et ne pas savoir l'utiliser complètement. Le Docteur la connecte avec le TARDIS via une console, ce qui lui permet de rentrer de nouveau à l'intérieur. L'un des Drashigs réussi à s'enfuir, mais Vorg réussi à le tuer puis à pousser l'un des boutons de la console du Docteur, permettant à toutes les créatures de revenir dans leur univers et époque d'origine. Alors que Vorg tente d'arnaquer les membres du comité par un jeu de passe-passe, le Docteur et Jo repartent dans le TARDIS. 

### Continuité
- Jo réussit à récupérer les clés, faisant preuve une nouvelle fois de sa science de "l'escapologie".
- Le Docteur affirme pouvoir parler la langue des poulets.
- Le Docteur fait pour la première fois mention de l'impossibilité d'utiliser son tournevis sonique sur les serrures trop anciennes.
- Il est fait mention des Ogrons, des créatures servant les Daleks dans « Day of the Daleks » ainsi que des Cybermen. Vorg fait d'ailleurs remarquer "qui voudrait voir un cyberman ?" qui est une référence au fait que le scénariste Terrance Dicks ne les aimait pas.
- Le Docteur arrivera finalement à atteindre Metabelis III dans « The Green Death ».